# كوران (إسفراين)
كوران (بالفارسية: کوران) هي قرية تقع في قسم زرق‌آباد الريفي (مقاطعة إسفراين) في إيران. يقدر عدد سكانها بـ 56 نسمة بحسب إحصاء 2016.